# Милето
Милето (итал. Mileto) — коммуна в Италии, располагается в регионе Калабрия, подчиняется административному центру Вибо-Валентия.
Население составляет 7152 человека, плотность населения составляет 210 чел./км². Занимает площадь 34,94 км². Почтовый индекс — 89852. Телефонный код — 0963.
Покровителем населённого пункта считается святитель Николай, Мирликийский Чудотворец. Праздник ежегодно празднуется 6 декабря.
В Средние века город известен был своим католическим аббатством Святой Троицы, основанном в XI веке нормандскими завоевателями, но позже пришедшим в упадок, а в 1783 году разрушенным землетрясением.